# Mustakivet
Mustakivet är klippor i Finland.   De ligger i landskapet Kymmenedalen, i den södra delen av landet, 100 km öster om huvudstaden Helsingfors.
Terrängen runt Mustakivet är platt.  Närmaste större samhälle är Kotka, 14,2 km norr om Mustakivet. 